# Randia tetrandra
Randia tetrandra är en måreväxtart som beskrevs av Dc.. Randia tetrandra ingår i släktet Randia och familjen måreväxter. Inga underarter finns listade i Catalogue of Life.